# Mathias Müller
Mathias Müller (3 de abril de 1992) é um jogador de hóquei sobre a grama alemão, medalhista olímpico

## Carreira
Mathias Müller integrou o elenco da Seleção Alemã de Hóquei Sobre Grama, nas Olimpíadas de 2016, conquistando a medalha de bronze. Nos Jogos Olímpicos de Verão de 2024, em Paris, conquistou a medalha de prata no torneio masculino do hóquei sobre a grama, após confronto na final contra a equipe holandesa, que venceu nos pênaltis.